# Boguszyce-Rzędów

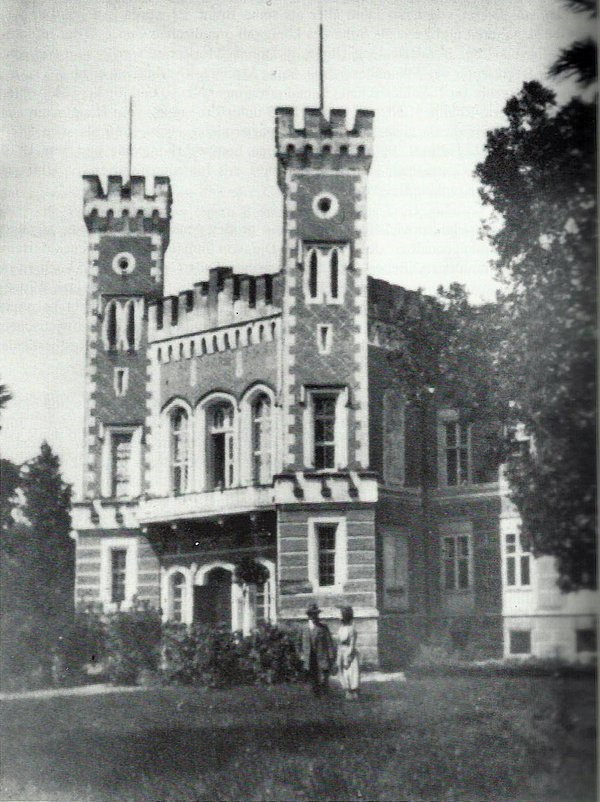
Schloss Randowshof im 19. Jahrhundert

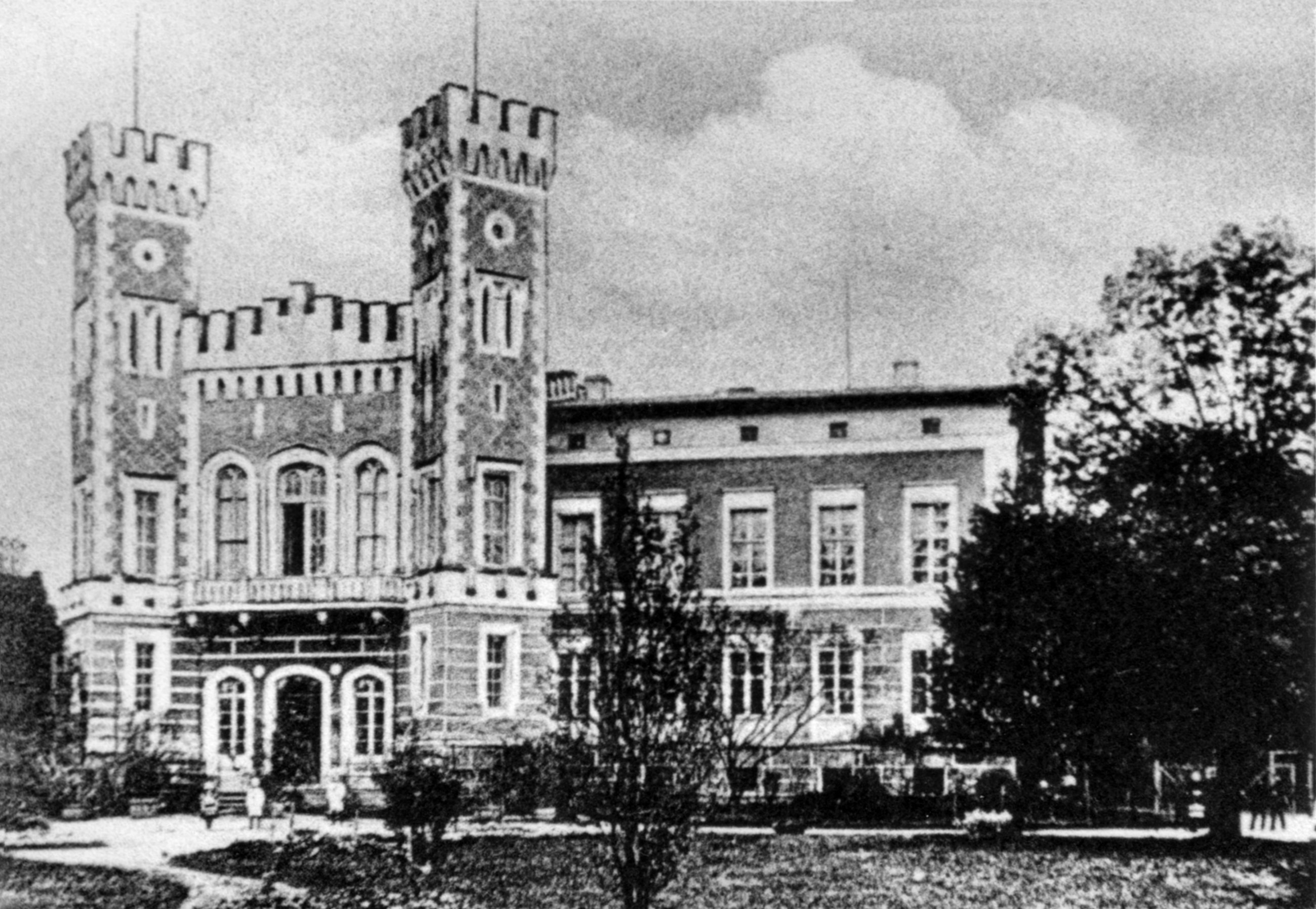
Schlossfassade – Randowshof

Boguszyce-Rzędów (deutsch: Randowshof) ist eine Schlossruine in Bogschütz im Powiat Oleśnicki der  Woiwodschaft Niederschlesien in Polen.

## Geschichte
Das ehemalige Schloss gehörte seit dem 18. Jahrhundert dem Adelsgeschlecht von Randow. Es wurde von 1864 bis 1868 im Stil der englischen Neogotik errichtet, vermutlich nach Entwurf des Architekten Carl Wolff. Neben dem Schloss gibt es Reste der Wirtschaftsgebäude und eines Schlossparks.
Nach 1945 wohnten hier zahlreiche neu angesiedelte Bewohner Zwangsumgesiedelte aus Ostpolen, das an die Sowjetunion gefallen war. Das Schloss verfiel im Laufe der Jahre so weit, dass es unbewohnbar war und alle Eingänge zugemauert wurden.

### Eigentümer von Schloss Randowshof
- 1810–1864: Konrad von Randow (Erbauer des Schlosses)
- 1866–1867: von Randow’sche Erben
- 1867–1921: Gräfin Ida von Richthofen, geb. von Randow († 1915) und Anna von Prittwitz und Gaffron, geb. von Randow
- 1921–1926: Anna von Prittwitz und Gaffron; Pächter: Waldemar von Randow
- 1926–1945: Waldemar von Randow

Waldemar von Randow floh 1945 bei Annäherung der Roten Armee mit seiner Familie sowie 76 Landarbeitern und deren Familien. Zurück blieben 210 Rinder, 11 Gespanne, drei Traktoren und 400 Schweine, sowie das gesamte Familienarchiv der von Randow. Er starb an den Folgen der Flucht in Passau am 3. September 1945.

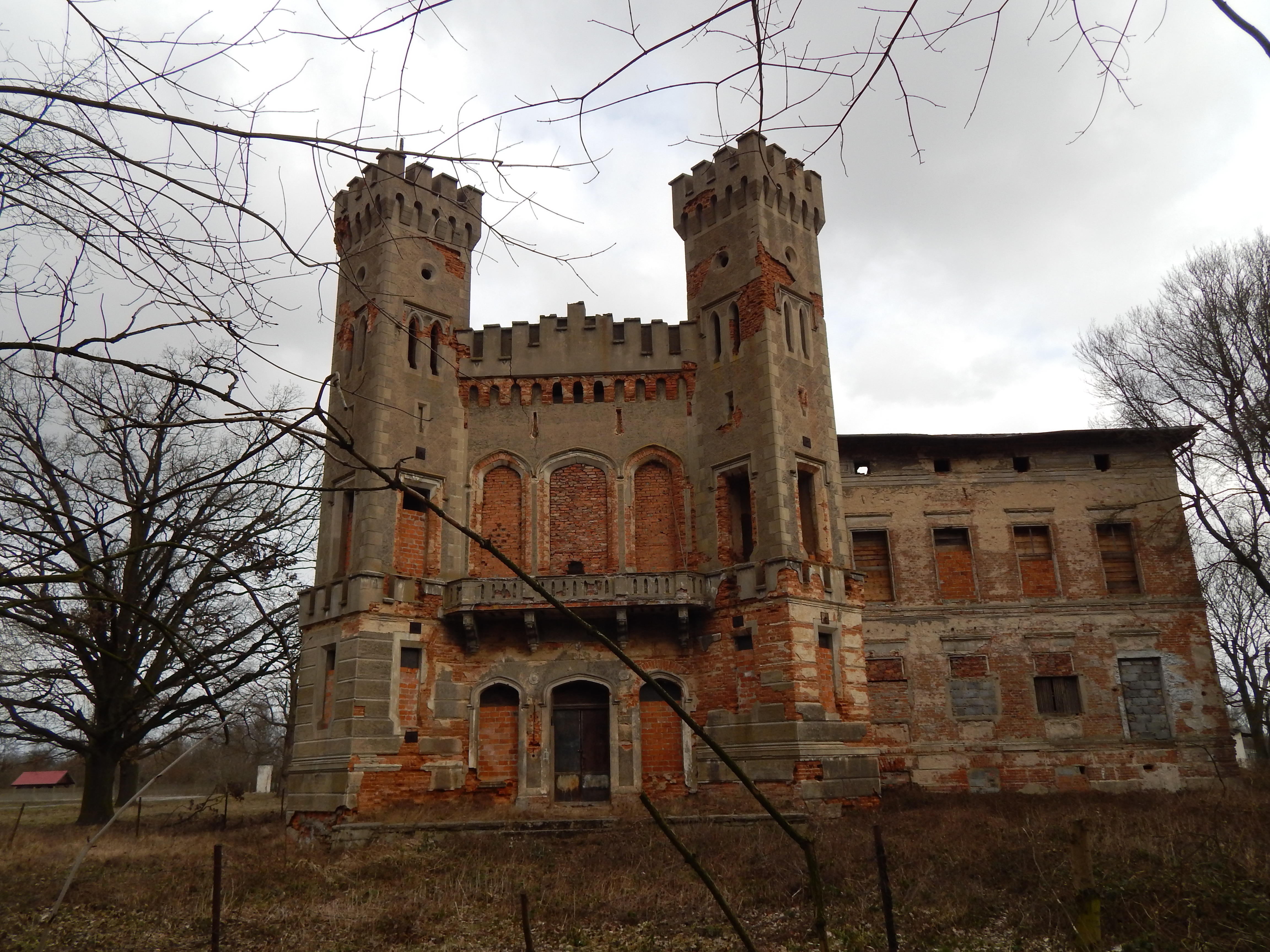
Schlossfassade – Randowshof
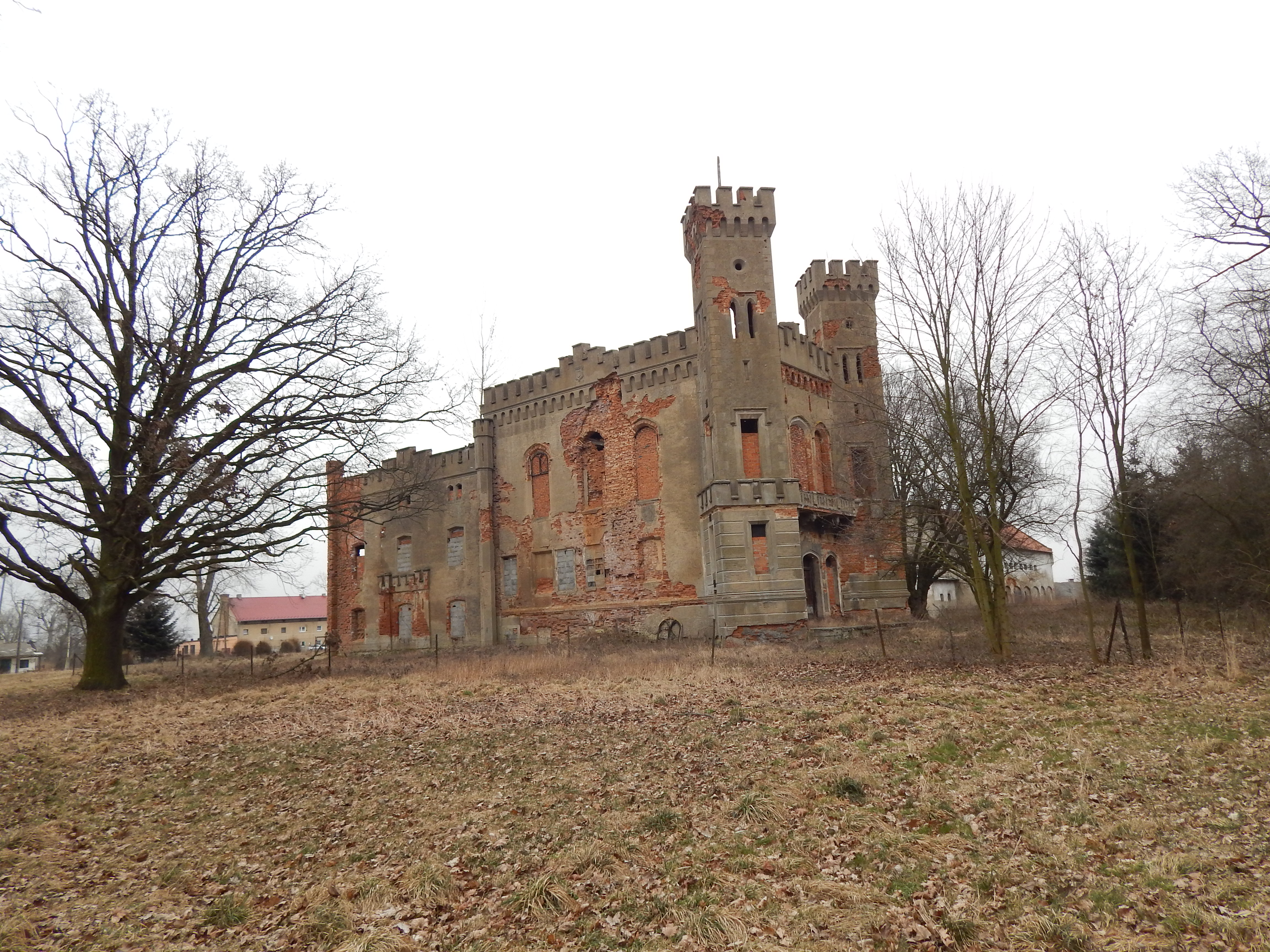
Westliche Fassade
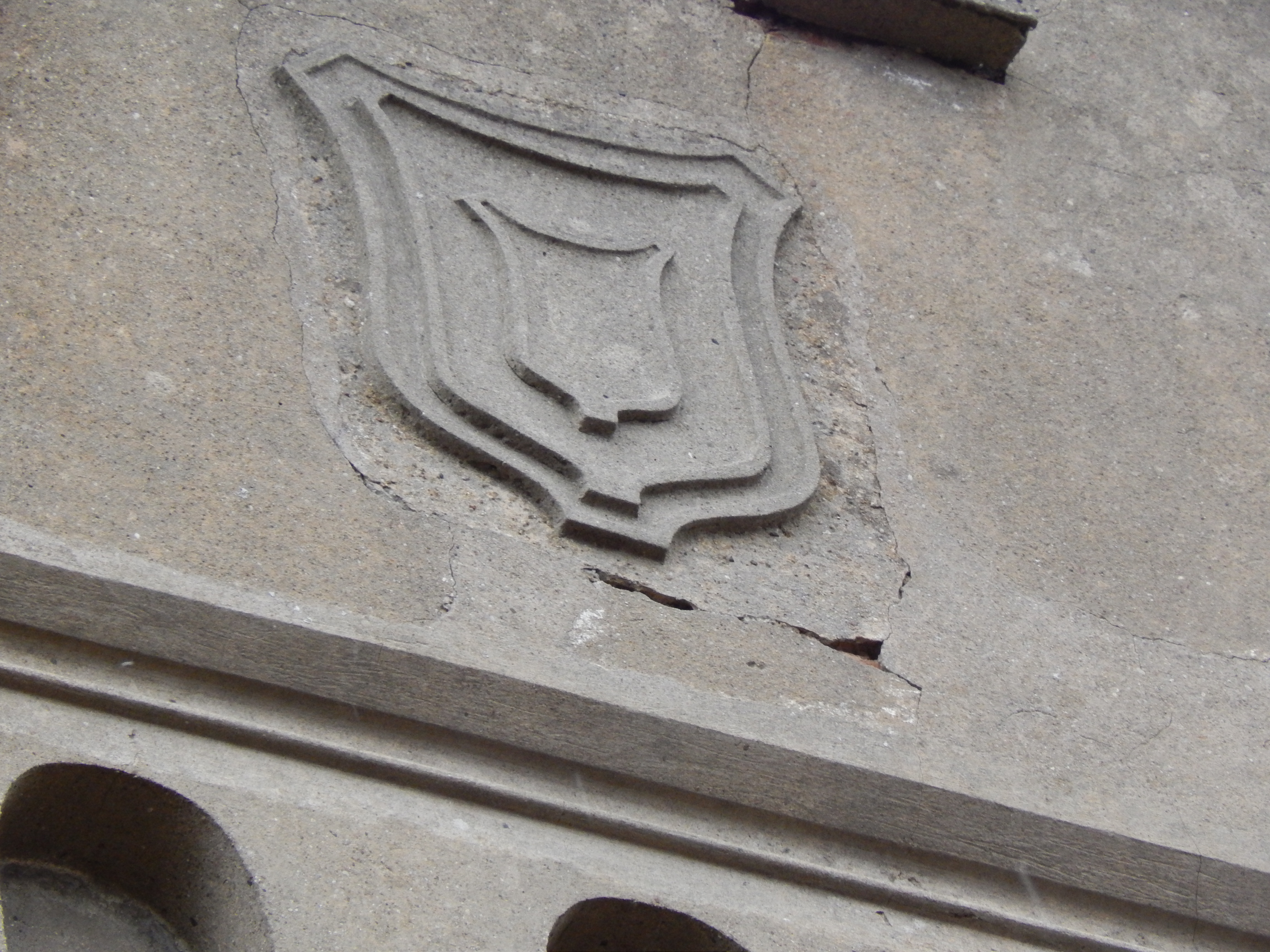
Wappen derer von Randow an der Westlichen Fassade
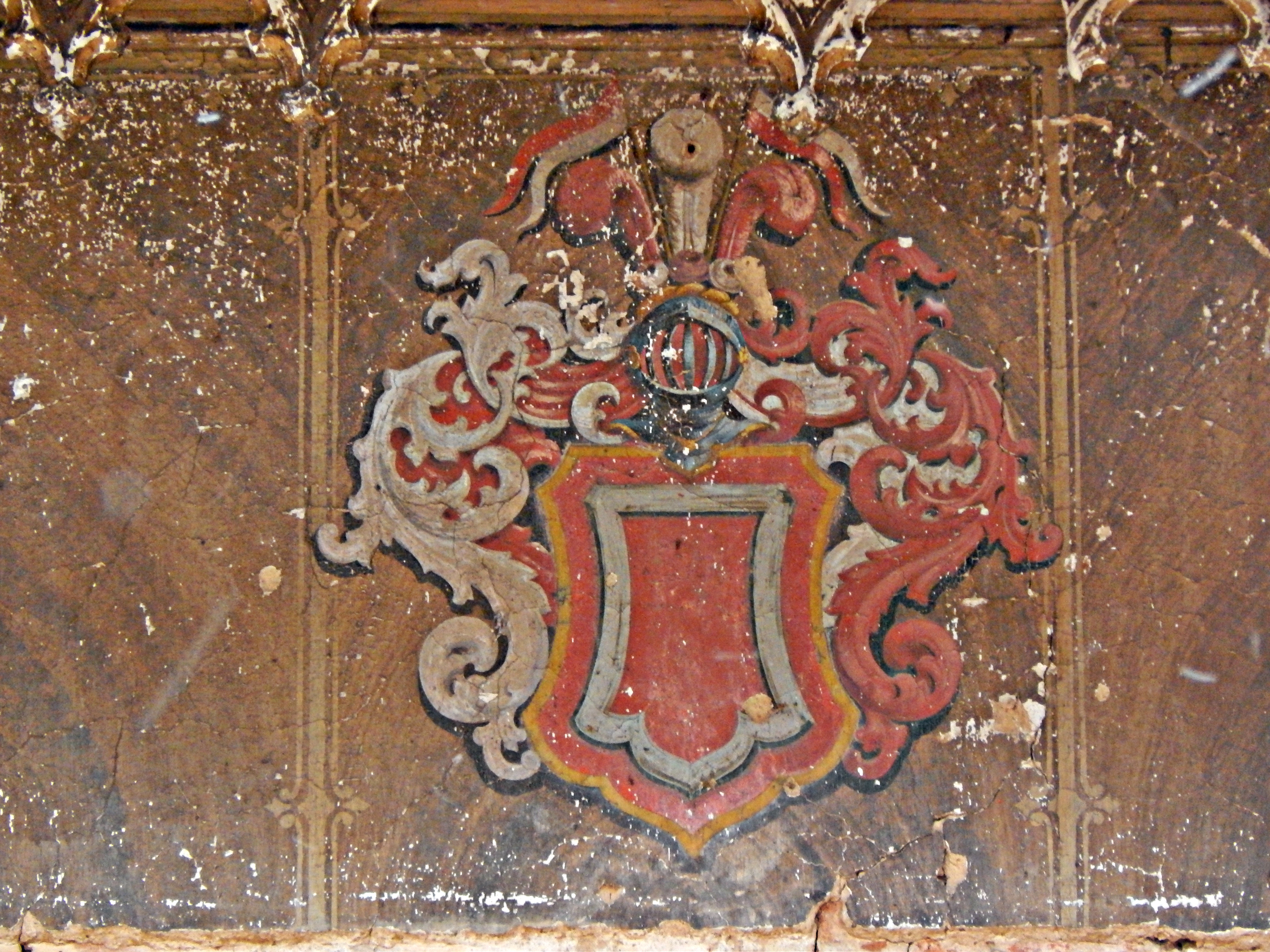
Wappen derer von Randow im Rittersaal

### Statistik des Ritterguts Bogschütz und Randowshof
Vom Rittergut Bogschütz und Randowshof ist überliefert:
- 1867: 133 Einwohner
- 1871: 11 Wohngebäude, 33 Haushaltungen, 132 (35) Einwohner, 12 Analphabeten
- 1876: 35 Pferde, 52 Stück Rindvieh (OeK 3. August 1877)
- 1877: Communalsteuer 1245.19 Mark (OeK 10. August 1877)
- 1892: Rittergut mit Randowhof und Damnig; 555,68 ha Acker; 109,96 Wiesen; 9,32 ha Hutung; 161,20 Wald; 4,76 ha Oedland; 24,34 ha. Wasser, Total 865,26 ha. / Post, Telegraph, Eisenbahn in Oels 5,3 km.; Milchverkauf
- 1905: 750,0 ha, 12 Wohnhäuser, 37 Haushaltungen, 138 Einwohner, 125 evang. 13 kath. 3 poln.
- 1925–1926: Rittergut mit Vorwerk Randowshof, P.T. F 42, Schloß Randowhof. Familienbesitz seit 1714, 1 Inspektor, 1 Förster, 1 AssistentFläche: 768,6 ha, 407,2 Acker, 77,7 Wiesen, 187,3 Holz, 24 Wasser, 4.5. Park und Garten, 15 Korbweiden, 53,7Hof; – Grundsteuer: 10831 Mark202 ha. Acker und Wiesen in Parzellen verpachtet / Mahlmühle verpachtet / Produkte: Schwarb. Ostfriesen. Deutsch. Edelschweine